# Апасян, Игорь Карпович
И́горь Ка́рпович Апася́н (3 октября 1952, Тбилиси — 9 августа 2008, Москва) — советский, украинский и российский кинорежиссёр и сценарист. Заслуженный деятель искусств Украины (1996).

## Биография
Родился 3 октября 1952 года в Тбилиси в семье офицера Карпа Григорьевича Апасяна. После срочной службы в Советской армии работал на Волжском автомобильном заводе в Тольятти, где организовал театральную студию и занимался в любительской киностудии, сняв документальный фильм «Память моя и твоя».
В 1978 году поступал на режиссёрский факультет Всесоюзного государственного института кинематографии, но недобрал баллов.  Руководитель мастерской Марлен Хуциев вспоминал: 

Когда он не прошёл экзамен, был совершенно убит и попросился ходить на лекции вольнослушателем. Говорит: «Я дворником буду работать». И он в конце первого курса поставил, сочинив в стихах, современных «Ромео и Джульетту», сделав декорации и костюмы, — замечательную работу, я честно перед ним извинился: «Игорь, я был неправ и сделаю всё, чтобы ты был в мастерской».
В 1983 году окончил режиссёрский факультет ВГИКа, защитившись полнометражным фильмом «Прибежище», снятым по сценарию, написанному совместно с Борисом Юханановым, о воспитателе детского дома. 
С 1983 года — режиссёр Одесской киностудии. Принял предложение руководства студии до конца года доснять и переснять детский телефильм «Незнайка с нашего двора» вместо отстранённой от работы Ирмы Рауш. 
В 1990 году по заказу Гостелерадио СССР поставил телевизионный мини-сериал «Морской волк» по одноимённому роману Джека Лондона.
В 1991 году приступил на Одесской киностудии к съёмкам мини-сериала «Вино из одуванчиков» («Притяжение солнца») по мотивам одноимённой повести Рэя Бредбери. После длительного перерыва они возобновились в феврале 1993 года. В условиях ломки старой системы кинопроизводства работа над фильмом затянулась на семь лет. Режиссёр вспоминал:

Когда я вернулся в Москву, было, как в истории с Фигаро, который вышел из тюрьмы и поинтересовался: «Что волнует умы?» А умы уже волновало совершенно другое. Моё поколение спивалось или выживало разными способами, далекими от профессии. Нормальное кино никто не снимал, начиналась мода на блокбастеры. Моё «Вино» никому уже было не нужно. Но оно спасло меня, потому что, пока кино умирало, я бегал по хорошей зелёной натуре и собирал одуванчики.
В 1997 году организовал и возглавил в Москве киностудию «Гамаюн», на которой снял среди прочего телесериалы «Маросейка, 12» и «Кобра. Антитеррор». 
Член Национального союза кинематографистов Украины. Член Союза кинематографистов России.
В 2006 году поставил кинофильм «Граффити», по поводу которого в одном из интервью сказал:

Когда я говорю о том, что художник должен испытывать боль, я не имею в виду Соловки. Я говорю о душевной боли. Вы посмотрите на портреты режиссёров-шестидесятников: Хуциев, Тодоровский-старший, Тарковский, Иоселиани, Шукшин. Вы вглядитесь в их глаза. Там тоска и боль! Потому что правильно сказал Тарковский: «Искусство — это тоска по идеальному». Посмотрите сейчас в глаза тех, кто делает кино.
«Граффити» стал последней работой Игоря Апасяна. Он умер 9 августа 2008 года от почечной недостаточности. Похоронен 12 августа 2008 года на Невзоровском кладбище в городе Ивантеевке.

## Личная жизнь
Игорь Апасян никогда не был женат. В последние годы он был в отношениях с актрисой Ларисой Гузеевой, которая снималась у него в сериале «Маросейка, 12» (серия «Бабье лето») и фильме «Граффити».

## Фильмография

### Режиссёр
- 1981 — Утренний поезд — учебный
- 1982 — Шагреневая кожа — совместно с А. Гришиным, короткометражный, курсовой
- 1983 — Прибежище, или Тио-тио-тинкс — дипломный
- 1983 — Незнайка с нашего двора
- 1984 — Пока не выпал снег…
- 1986 — В одну-единственную жизнь
- 1987 — На своей земле
- 1990 — Морской волк
- 1992 — Мёртвые без погребения, или Охота на крыс
- 1997 — Вино из одуванчиков
- 1999 — Маросейка, 12
- 2001 — Кобра
- 2003 — Дни ангела
- 2003 — Кобра. Антитеррор
- 2006 — Граффити

## Премии и награды
- Заслуженный деятель искусств Украины (1996)[7]

Утренний поезд (1981)
- Приз за современное воплощение молодежной темы на XIII фестивале студенческих фильмов ВГИК (1981)
- Приз «За лучшую режиссуру» на кинофестивале «Молодость» в Киеве (1982)
- Главный приз Международного фестиваля студенческих фильмов СИЛЕКТ в Карловых Варах (1982)

Пока не выпал снег... (1985)
- Приз XI Всесоюзного фестиваля телефильмов в Киеве «За убедительное отражение проблем воспитания на экране» (1985)[8][9].

Вино из одуванчиков (1997)
- Приз «За самый мудрый фильм» на Фестивале детского кино в Артеке, 1998
- Приз «Фильм, который бы я взял с собою в космос» на Фестивале детского кино в ВДЦ «Орлёнок», 1999
- Специальный приз «Золотая ладья» на кинофестивале «Окно в Европу» в Выборге, 2000
- Приз «За лучший телевизионный фильм» на фестивале «Евразийский телефорум» в Москве, 2000

Граффити (2006)
- Специальный диплом жюри Ереванского международного кинофестиваля, 2007
- Приз «Серебряная ладья» на XIV фестивале российского кино «Окно в Европу» («Выборгский счет»), 2006
- Специальный приз жюри на Токийском международном кинофестивале (Япония)
- Гран-при Международного кинофестиваля в Сеуле (Южная Корея)
- Гран-при Международного кинофестиваля в Лагове (Польша)
- Специальный приз Чингиза Айтматова на Первом Иссык-Кульском кинофестивале стран-участниц Шанхайской организации сотрудничества в Чолпон-Ате (Кыргызстан)
- Приз зрительских симпатий и Диплом «За лучший фильм программы» на кинофестиваль «Московская премьера»
- Приз им. Валерия Фрида «За драматургию фильма» на Международном кинофестивале «СТАЛКЕР»
- Специальный приз жюри на Международном кинофестивале им. С. Ф. Бондарчука «Волоколамский рубеж» в Волоколамске (Московская область)
- Специальный приз жюри Московского открытого кинофестиваля «Отражение» в Зеленограде (Зеленоградский округ города Москвы)
- Специальный приз жюри на Гатчинском кинофестивале «Литература и кино»